# Симановский, Василий Лаврович
Васи́лий Ла́врович Симано́вский (1871—1918) — полковник, участник Первой мировой войны и Белого движения на Юге России, один из ближайших соратников Л. Г. Корнилова, первопоходник, командир одной из первых частей Добровольческой армии (отряд полковника Симановского).

## Биография
Родился 12 апреля 1871 года в Полтавской губернии, в городе Кобеляки. Из потомственных почетных граждан. Окончил полный курс Белгородского учительского института. В службу вступил 12.04.1891 рядовым на правах вольноопределяющегося 2-го разряда в 33-й пехотный Елецкий полк. Окончил курс полковой учебной команды (19.04.1892). Младший унтер-офицер (16.08.1892). Окончил Чугуевское пехотное юнкерское училище (1894; по 2-му разряду).

### Первая мировая война
В августе 1917 года в чине подполковника командовал 467-м пехотным Кинбурнским полком. Удостоен ордена Святого Георгия 4-й степени
За то, что в боях с 25 Ин. по 2 Ил. 1917 г., участвуя в прорыве сильно укрепленной позиции неприятеля западнее гор. Станиславова, отбил ряд яростных атак вновь прибывших германских батальонов на выс. «Копан», что северо-восточнее Калуща, и удержал важную позицию, причем, лично ведя полк в атаку, был ранен.
Позднее в том же году был произведен в полковники.

### Гражданская война
После октября 1917 года оставил фронт и пробрался на Дон к местам формирования Добровольческой Армии. В декабре 1917 год в Ростове сформировал из добровольцев офицерский отряд (Отряд полковника Симановского), численностью доходивший до батальона, в составе 4-х рот. Во главе своего отряда участвовал в боях при отходе частей Добровольческой армии во главе с полковником Кутеповым от Таганрога к Ростову. При реорганизации Добровольческой армии 11-12 февраля 1918 года в станице Ольгинской отряд Симановского вошел в состав Корниловского ударного полка. В Первом Кубанском походе Симановский командовал батальоном этого полка. После гибели при штурме Екатеринодара 30 апреля 1918 года Корнилова, Симановский, который был одним из ближайших соратников Корнилова, оставил Добровольческую армию и вернулся в родную Полтавскую губернию.
В конце 1918 года Симановский был убит бандой какого-то атамана на улице своего города Кобеляки за то, что был полковником царской армии во время попыток усмирить бандитов, занимавшихся грабежом.

## Воспоминания о Симановском
Участник Белого движения Роман Гуль писал о Симановском такие строки:

Я... был полевым адъютантом командира полка — бравого полковника Василия Лавровича Симановского. В. Л. был кадровый боевой офицер, по крови чистый украинец, с «белым крестиком» — в петлице — за храбрость. Большевизм (да и Керенского!) он ненавидел совершенно люто. Оставался я на фронте до полного его развала, пока Василий Лаврович мне не сказал: «Ну, Рома, езжайте-ка домой в вашу Пензу!». И я уехал в Пензу в солдатской теплушке, переполненной озверелыми и одичавшими за войну, да еще пьяными, дезертирами...
В конце 1917 года В. Л. Симановский (он был близок к генералу Л. Г. Корнилову) прислал ко мне в Пензу нарочного, зовя бросить все и пробираться на Дон к Корнилову. «Пойдём на Москву… наш полк будет охранять Учредительное собрание!». Увы, ничего этого не случилось: ни Москвы, ни полка, ни Учредительного собрания.